# NGC 1625
NGC 1625 é uma galáxia espiral barrada (SBb) localizada na direcção da constelação de Eridanus. Possui uma declinação de -03° 18' 14" e uma ascensão recta de 4 horas, 37 minutos e 06,3 segundos.
A galáxia NGC 1625 foi descoberta em 24 de Novembro de 1827 por John Herschel.